# Козла для пиляння дров

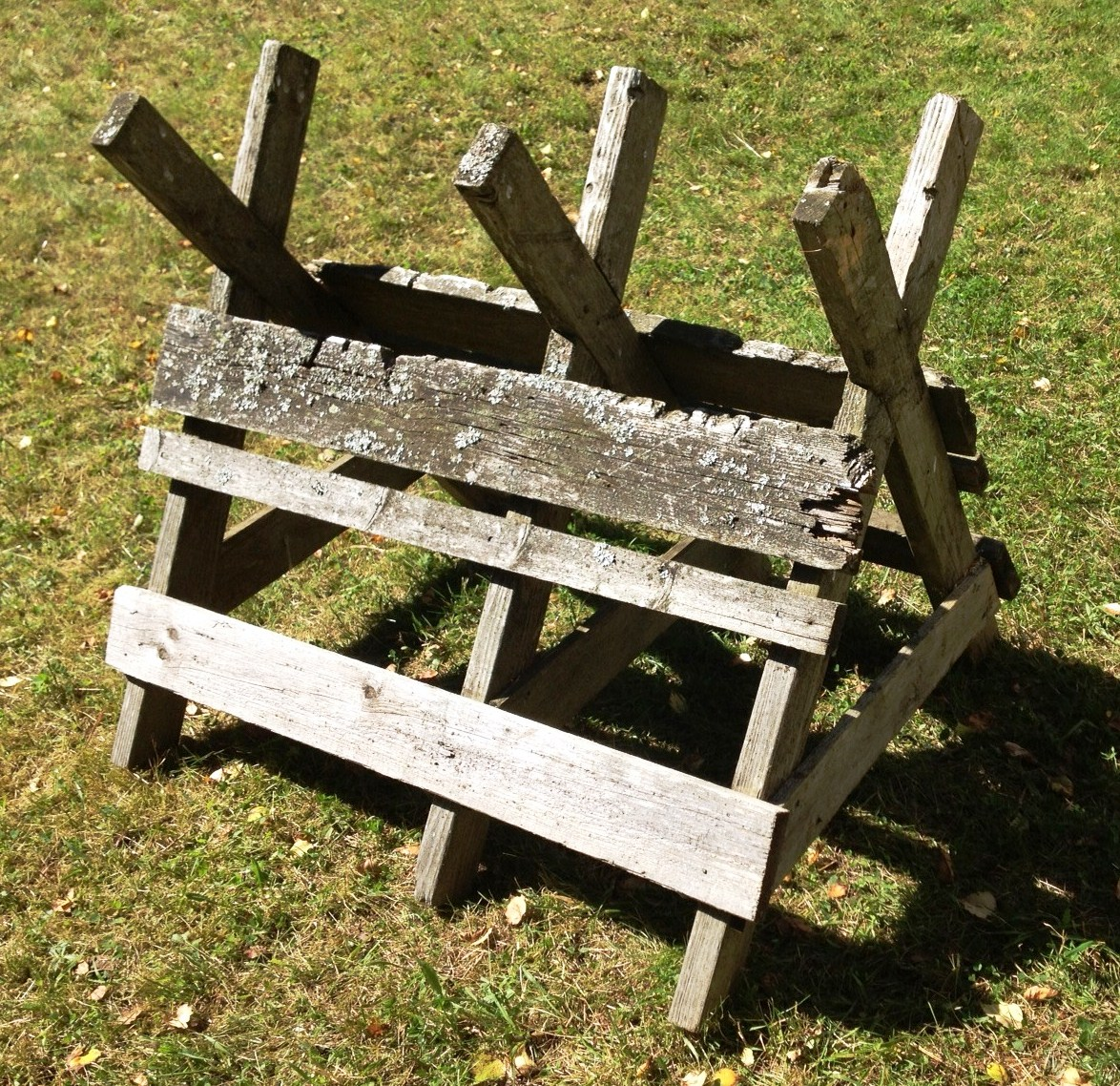
Козла

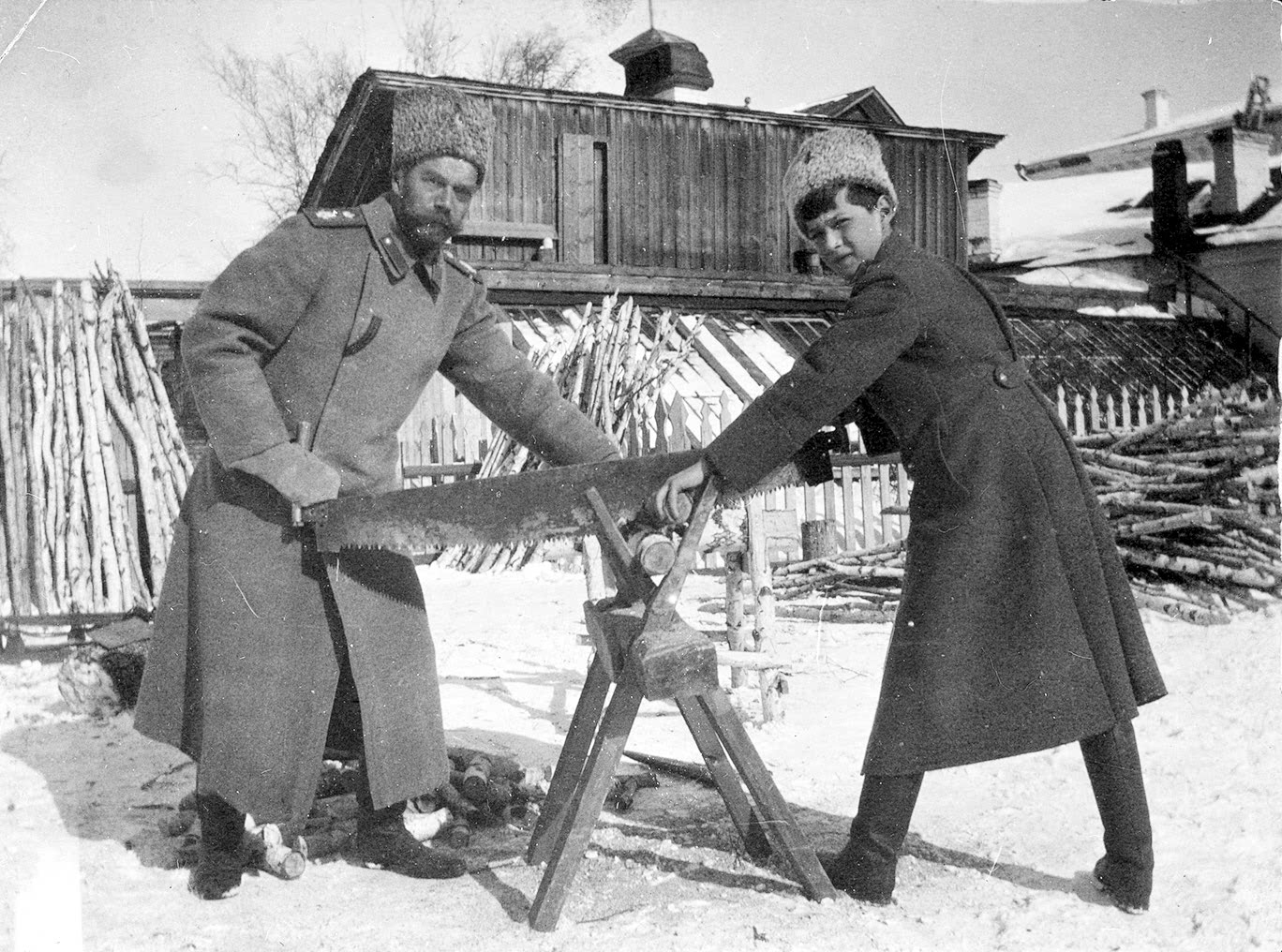
Російський імператор Микола II (ліворуч) за пилянням дров на козлах, 1917

Ко́зла (ко́зли) для пиляння дров — пристосування для ручного поперечного розпилювання дров, виготовлений у формі двох або трьох з'єднаних між собою схрещених стійок.
Пристрій забезпечує утримання на зручній висоті деревини, що підлягає розпилюванню. Крім того, верхня частина схрещення стійок утримує круглі колоди від провертання при розпилюванні.
Пиляння за допомогою козел звичайно виконується дворучною пилкою двома особами, при цьому однією рукою утримується пилка, інша спирається на козел для протидії.
Висоту козла роблять такою, щоб в зручному для пиляння положенні рука нижче ліктя займала горизонтальне положення.

## Конструкції
Сталою є конструкція, на якій дві або три стійки у вигляді літери «Х» скріплюються між собою поздовжніми та діагональними рейками, що забезпечує жорсткість конструкції.
Також існує конструкція, в якій верхні частини стійок є окремими елементами, які кріпляться до масивної поздовжньої колоди.
Козли без верхньої частини стійок використовуються як підставка при виконанні робіт на невеликій висоті.